# Bulbul à queue blanche
Baeopogon indicator
Espèce
Statut de conservation UICN

 LC  : Préoccupation mineure
Le Bulbul à queue blanche (Baeopogon indicator) est une espèce de passereaux de la famille des Pycnonotidae.

## Répartition
Cet oiseau est répandu en Afrique équatoriale.

## Habitat
Son habitat naturel est les forêts subtropicales ou tropicales en plaine.

## Sous-espèces
D'après Alan P. Peterson, il existe les deux sous-espèces suivantes :
- Baeopogon indicator indicator (Verreaux, J & Verreaux, E) 1855 ;
- Baeopogon indicator leucurus (Cassin) 1855.